# Учење и настава (часопис)
Учење и настава је часопис из области наставе и образовања. Часопис је почео да излази 2015.године.

## О часопису
Удружење  „KЛЕТ друштво  за  развој  образовања”  из  Београда  обавештава  стручну  и  научну јавност у области образовања и васпитања да је од 2015. године покренуло издавање новог часописа „Учење и настава”.Часопис „Учење и настава” доприноси унапређивању педагошке теорије и праксе на свим нивоима  образовања  и  васпитања,  богати  педагошку  културу  и  стваралачке  способности  наставника,  васпитача  и  стручних  сарадника.  Објављује  теоријске  и  емпиријске  радове,  стручне прилоге и примере добре праксе из образовно-васпитног рада предшколских уста-нова, основних, средњих, високих школа и факултета. Главни и одговорни уредник и аутор концепције часописа је проф. др Миленко Кундачина.

### Периодичност излажења
Часопис излази четири пута годишње.

### Циљ
1. Лични и професионални развој учесника у области образовања и васпитања,
2. Унапређивање васпитно-образовног процеса,
3. Израда пројеката из области образовања и васпитања.[2]

### Мисија
Часопис тежи да допринесе развоју квалитетног образовања у Србији примереног потребама савременог друштва сарађујући кроз различите активности са наставницима, родитељима и стручњацима различитих профила.

## Удружење грађана КЛЕТ
Удружење грађана „КЛЕТ друштво за развој образовања” је добровољно, невладино и непрофитно удружење основано 19. децембра 2011. године у Београду на неодређено
време ради остваривања циљева у области образовања.